# خط ۱۴ متروی پاریس
خط ۱۴ متروی پاریس (انگلیسی: Paris Métro Line 14) یکی از خطوط متروی پاریس است.
این خط که در سال ۱۹۹۸ تأسیس شده دارای ۹ ایستگاه و ۹٫۲ کیلومتر طول می‌باشد.

## نگارخانه

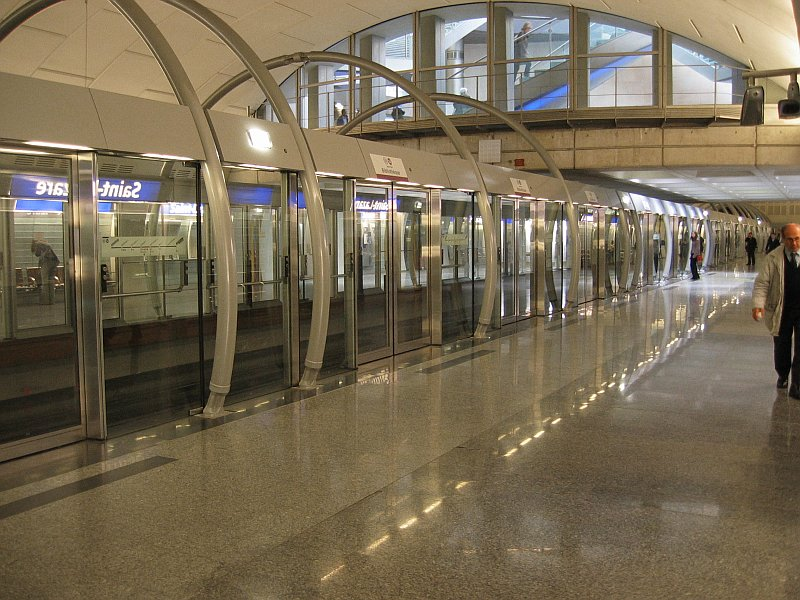
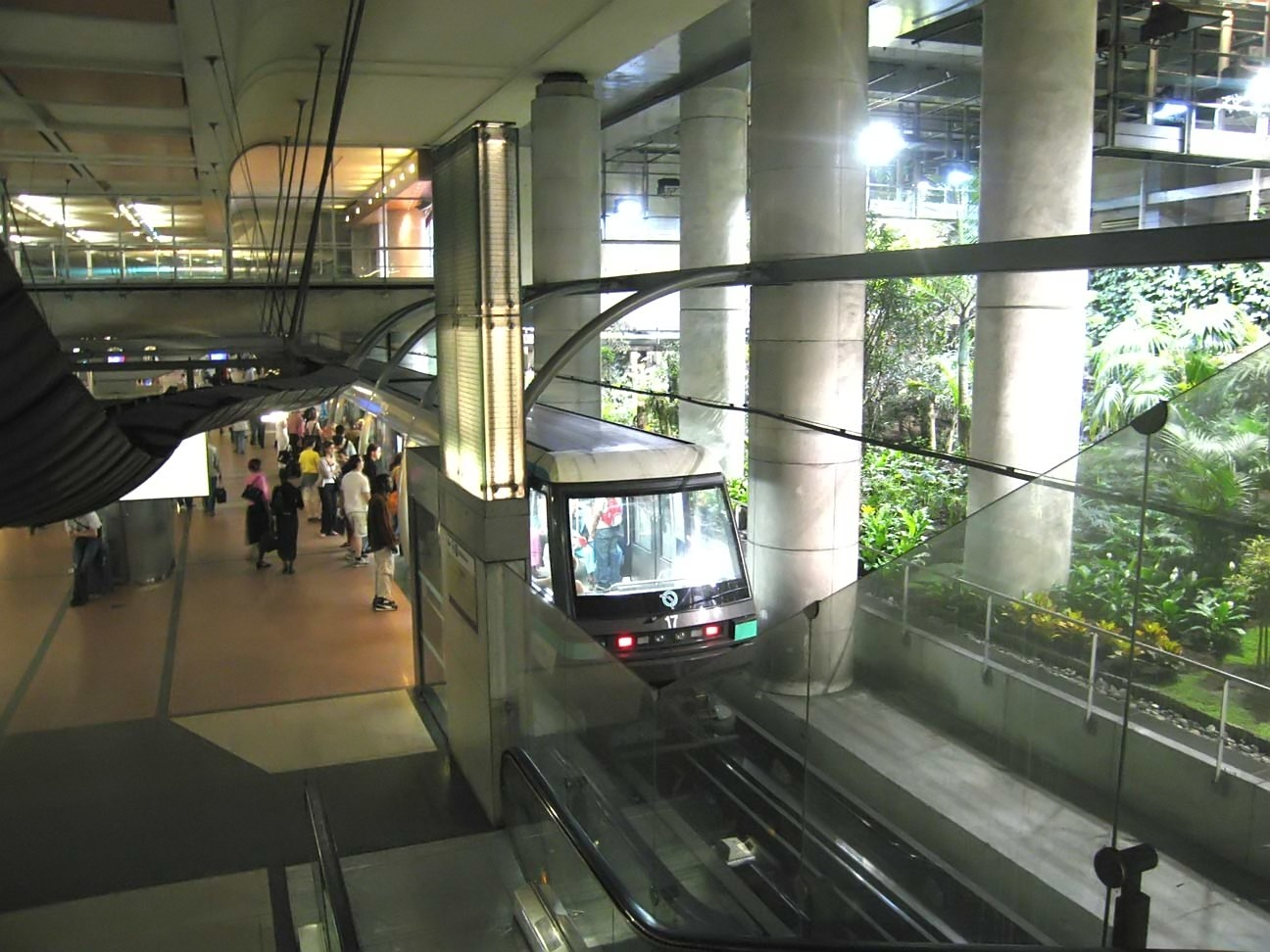
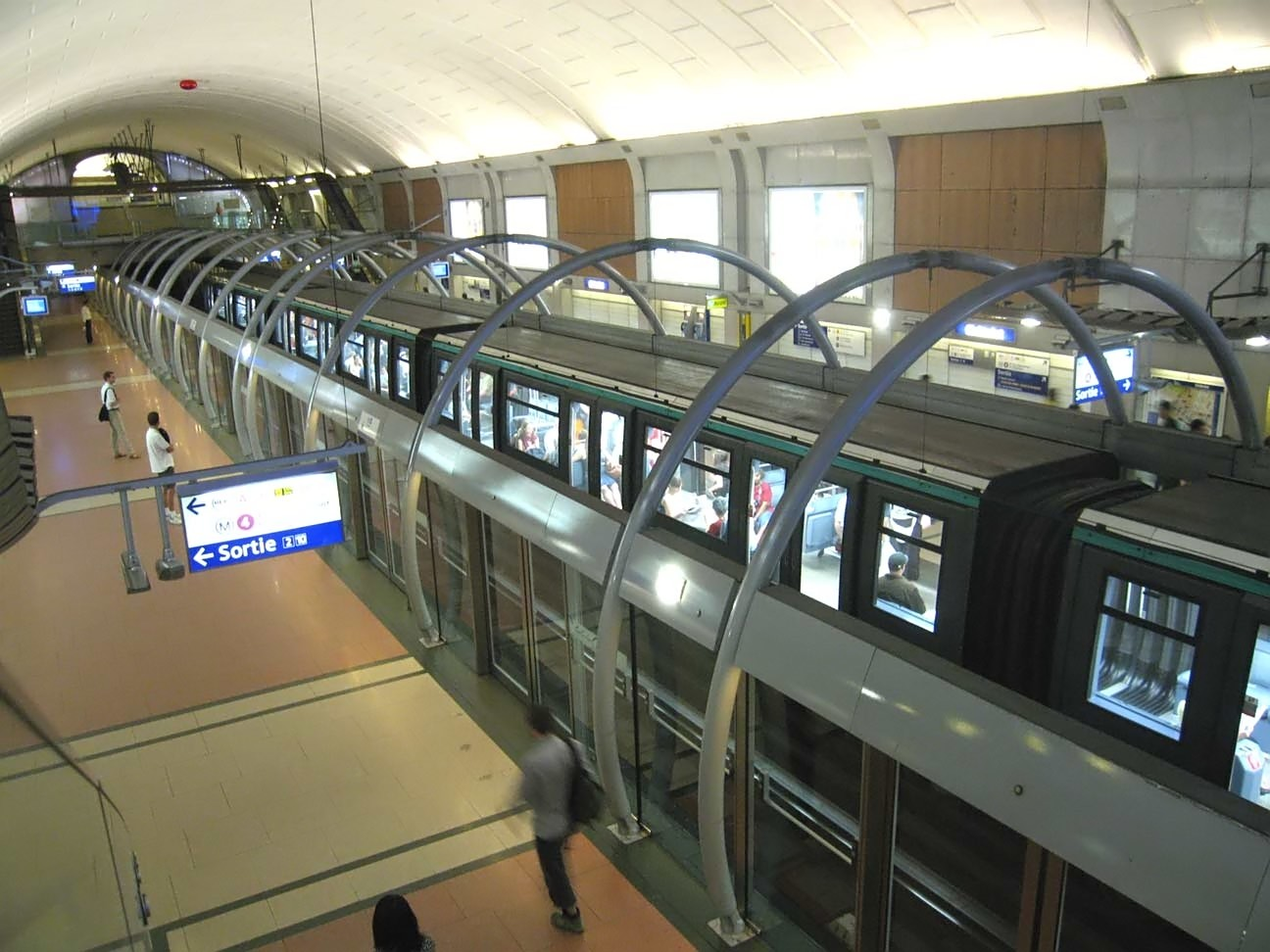
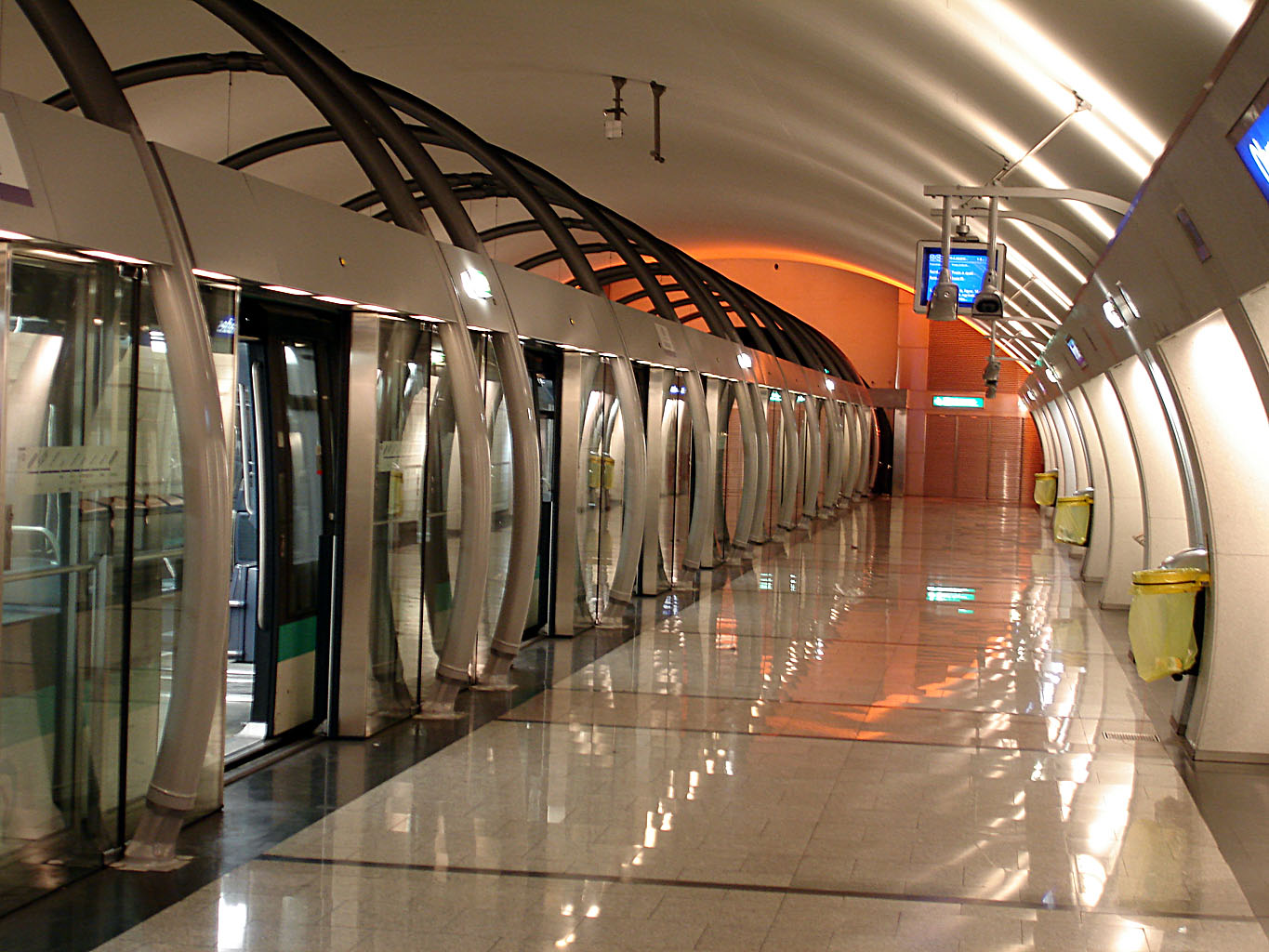